# Quentin Le Nabour
Pour les articles homonymes, voir Le Nabour.
Quentin Le Nabour est un navigateur et un skipper français, né le 7 novembre 1988.

## Biographie
Il habite à Saint-Malo en Ille-et-Vilaine.
De 13 à 17 ans, il navigue aux côtés de Franck-Yves Escoffier. Il apprend le métier d'équipier et aide à la préparation du trimaran Crêpes Wahou lors de la Route du Rhum 2002. 
Il convoie en 2005 le trimaran de Karine Fauconnier Sergio Tacchini de Saint-Malo à La Forêt-Fouesnant. Il sera ensuite son équipier technique sur le grand prix de Fécamp, qu'elle remportera. En 2006, il est le préparateur officiel du trimaran Laiterie de Saint-Malo skippé par Victorien Erussard lors de la Route du Rhum La Banque Postale 2006. 
En 2007, il entre dans le circuit des navigateurs professionnels et participe à la Solitaire Afflelou le Figaro qu'il termine à la 38e position.
En août 2007; il tente et bat le Record SNSM en classe Figaro Beneteau II.

## Palmarès
- 2003 : 3e du National Speed Feet 18 - 5e de la Semaine de Cowes en IRC
- 2004 : 7e du 100 milles et une nuit - 4e de la Solo Cup Dinard en J80 - 1er du Championnat d'automne de la Côte d'Émeraude
- 2005 : 2e du 100 milles et une nuit - 4e du Tour des Ports de la Manche A40 - 1er du Mediterranean Trophy Mumm 30
- 2006 : 1er du Europa Cup flying felteen - 1er de la Coupe des sauveteurs - 3e de la Coupe de Bretagne First Class - Codétenteur avec Servane Escoffier du record SNSM